# 826 (szám)
A 826 (római számmal: DCCCXXVI) egy természetes szám, szfenikus szám, a 2, a 7 és az 59 szorzata.

## A szám a matematikában
A tízes számrendszerbeli 826-os a kettes számrendszerben 1100111010, a nyolcas számrendszerben 1472, a tizenhatos számrendszerben 33A alakban írható fel.
A 826 páros szám, összetett szám, azon belül szfenikus szám, kanonikus alakban a 21 · 71 · 591 szorzattal, normálalakban a 8,26 · 102 szorzattal írható fel. Nyolc osztója van a természetes számok halmazán, ezek növekvő sorrendben: 1, 2, 7, 14, 59, 118, 413 és 826.
A 826 négyzete 682 276, köbe 563 559 976, négyzetgyöke 28,74022, köbgyöke 9,38268, reciproka 0,0012107. A 826 egység sugarú kör kerülete 5189,91106 egység, területe 2 143 433,269 területegység; a 826 egység sugarú gömb térfogata 2 360 634 507,3 térfogategység.